# هال باينوم
هال باينوم (بالإنجليزية: Hal Bynum)‏ هو ملحن وكاتب أغاني أمريكي، ولد في 1934.

## وصلات خارجية
- هال باينوم على موقع IMDb (الإنجليزية)
- هال باينوم على موقع ميوزك برينز (الإنجليزية)
- هال باينوم على موقع أول ميوزيك (الإنجليزية)
- هال باينوم على موقع ديسكوغز (الإنجليزية)